# Kepler-65 b
 (mai 2025).
Kepler-65 b est une exoplanète de type Super-Terre en orbite autour de la son étoile hôte Kepler-65, située à environ 990,63 années-lumière de la Terre.

## Caractéristiques physiques
L'exoplanète se distingue par sa masse faible de 0,008 MJ, son rayon compact de 0,13 RJ et sa température extrême de 1740 K.

## Orbite
Elle orbite à 0,04  unité astronomique de son étoile, une distance comparable à celle de Mercure dans le système solaire.

## Découverte
L'exoplanète a été découverte par la méthode des transits en 2012.

## Habitabilité
Les conditions d'habitabilité de cette exoplanète ne sont pas déterminées ou ne sont pas connues.